# Свердловская (Вологодская область)
Свердловская — деревня в Тарногском районе Вологодской области.
Входит в состав Верховского сельского поселения, с точки зрения административно-территориального деления — в Верховский сельсовет.
Расстояние по автодороге до районного центра Тарногского Городка — 38 км, до центра муниципального образования Верховского Погоста — 6 км. Ближайшие населённые пункты — Епифановская, Каплинская, Дуброва.
По переписи 2002 года население — 16 человек.